# Campionato sudamericano femminile di pallavolo 1985
Il XVI campionato sudamericano femminile di pallavolo si è svolto dal 27 luglio al 2 agosto 1985 a Caracas, in Venezuela. Al torneo hanno partecipato 4 squadre nazionali sudamericane e la vittoria finale è andata per la nona volta, la seconda consecutiva, al Perù.

## Squadre partecipanti
- Argentina
- Brasile
- Perù
- Venezuela

## Classifica finale
| Classifica | Squadre   |
| ---------- | --------- |
|            | Perù      |
|            | Brasile   |
|            | Venezuela |
| 4          | Argentina |